# Echinolittorina peruviana
Echinolittorina peruviana is een slakkensoort uit de familie van de Littorinidae. De wetenschappelijke naam van de soort is voor het eerst geldig gepubliceerd in 1822 door Lamarck.